# Якуб-Хан, Сахабзада
Сахабзада Якуб-Хан (урду صاحبزادہ یعقوب خان‎; 23 декабря 1920, Рампур, Британская Индия — 26 января 2016, Исламабад) — пакистанский военный и государственный деятель, министр иностранных дел Пакистана (1982—1987, 1988—1991 и 1996—1997).

## Биография
Родился в пуштунской аристократической семье (отец, государственный деятель и дипломат, был в разное время главным министром штата Рампур и представителем британской Индии в Лиге Наций).
Получил военное образование в Королевском Индийском военном колледже имени Принца Уэльского (выпуск 1940 года). В годы Второй Мировой войны служил в 3-й индийской механизированной бригаде в Северной Африке, принимал участие в блокаде Тобрука. С апреля 1942 года — лейтенант. В мае 1942 года попал в плен, где пробыл до конца войны (был в лагере для военнопленных в Италии, потом в Германии). После войны адъютант последнего вице-короля Индии лорда Маунтбеттена, затем командир личной охраны основателя Пакистана Джинны. С 1947 года — в пакистанской армии. В 1948—1951 годах командовал полком в бронетанковом корпусе, который размещался в Лахоре. С 1951 года служил в звании подполковника в военной разведке. В 1953 году ему было присвоено воинское звание полковника и он был направлен в Париж, где в 1954 году окончил Военное училище Сен-Сир. По возвращении в Пакистан он был назначен бригадиром (1955), служил главным инструктором в Командно-штабном колледже.
В 1958 году был назначен заместителем начальника генерального штаба, в 1960 году становится начальником командно-штабного училища в Кветте. С 1960 года в звании генерала командовал Первой бронетанковой дивизией расположенной в пакистанском городе Хариан. В управлении дивизией равнялся на генерал-фельдмаршала Эрвина Роммеля.
Когда началась вторая индо-пакистанская война (1965), выступил с заявлением, что Пакистан выиграет войну в Кашмире если Индия не нападёт в течение ближайших 48 часов. Индия начала вторжение в ночь на 6 сентября, до истечения срока предсказанного Якуб-Ханом. Первая бронетанковая дивизия была самой оснащённой и подготовленной дивизией сухопутных войск Пакистана. Именно в этой дивизии во время войны начал своё восхождение будущий президент Пакистана, подполковник Зия-уль-Хак. Вскоре был назначен генеральным директором по военным операциям (DGMO) и координировал все наземные операции в войне против Индии.
Занимал посты заместителя, с 1966 года начальника Генерального штаба пакистанской армии, с 1969 года — заместителя начальника штаба Восточного командования в Восточном Пакистане, в 1971 году — губернатора Восточного Пакистана. Затем он являлся старшим военным советником армии Восточного Пакистана и в конечном итоге — начальником Генерального штаба Восточного Пакистана.
Был одним из генералов, руководивших действиями пакистанских войск в зоне боевых действий во время волнений, а позже восстания и гражданской войны в Восточном Пакистане, позже на пакистано-индийском фронте в Западном Пакистане.
Осознавая невозможность победить в этой войне, Якуб-Хан предложил правительству Пакистана проявить здравомыслие и предоставить независимость Бангладеш. Однако Яхья Хан отверг это предложение и в 1971 году отправил его в отставку. Он был откомандирован обратно в Пакистан и присоединился к верховной военной ставке в Зимней войне против Индии (1971). В 1972 году был уволен с военной службы.
После свержения Яхья Хана — на дипломатической службе. Был послом во Франции (1972—1973 и 1980—1082), в Ирландии, на Ямайке, в США (1973—1979), в СССР (1979—1980). В 1980—1982 годах вновь в армии, затем опять на дипломатической службе.
В 1982—1987, 1988—1991 и 1996—1997 годах министр иностранных дел Пакистана.
 На этом посту руководил активной и проамериканской политикой, поддерживал подпольную программу США, призванную вооружить афганских моджахедов против просоветского Афганистана. Сыграл важную роль в заключении Женевских соглашений (1988) по будущему Афганистана. В период Ирано-иракской войны ему удалось сохранить дружественные отношения как с шиитским Ираном, так и с суннитскими странами арабского Востока. В 1988—1990 годах помог премьер-министру Беназир Бхутто достичь договорённостей о заключении соглашения о контроле над вооружениями с Индией. В ходе Войны в Персидском заливе поддерживал вторжение Соединённых Штатов в Ирак. Сыграл решающую роль в обеспечении внешнеполитического «прикрытия» тайного развития Пакистаном ядерной энергетики. Принимал участие в переговорах о прекращении гражданской войны в Никарагуа.
В 1990—1996 годах — специальный представитель ООН по Западной Сахаре.
Член партии Пакистанская мусульманская лига.
После поражения партии на выборах 1997 года вышел в отставку. В 1999 году, несмотря на уход из политики, оказал поддержку президенту Первезу Мушаррафу, чтобы стабилизировать его положение после переворота, привёдшего к отставке правительства премьер-министра Наваза Шарифа, посетив Соединённые Штаты, чтобы обеспечить легитимность введения военногo положения в Пакистане.
В 1981 году он был назначен председателем Попечительского совета Университета Ага Хана, оставаясь на этой должности до ухода на пенсию в 2001 году. Владел семью языками, включая английский, русский, французский, урду, немецкий, итальянский и бенгальский языки.
В 2005 году выпустил автобиографию «Стратегия, дипломатия, человечество: жизнь и работа Сахабзады Якуб-хана».